# Ivo Ruszkowski
Ivo Ruszkowski (Đakovo, 14. lipnja 1921. – Pula, 24. kolovoza 1998.), hrvatski liječnik ortoped i akademik HAZU, redoviti profesor Ortopedske klinike

## Životopis
Rođen u Đakovu. Medicinu studirao u Zagrebu. Specijalizaciju ortopedije završio 1954. godine. Zaposlio se na Klinici za ortopediju u Zagrebu. Na istoj je klinici postao predstojnik 1972. godine. Uveo je nove pristupe ortopedskoj problematici. Zasnivali su se na biomehanici i biotehnici. Posljedično su uvedeni i novi kirurški zahvati zasnovani na tim novim prituspima. Uvedena je i AO-metoda, a dijelom rutinske prakse također postaje artroskopija koljena te artroskopski kirurški zahvati na koljenu. Dužnost je obnašao do odlaska u mirovinu 1986. godine. Također je predavao na Medicinskom fakultetu u Zagrebu u svojstvu redovitog profesora, a 1990. dobio je naslov profesor emeritus.
Član suradnik Razreda za medicinske znanosti HAZU od 31. ožujka 1980. godine. 9. lipnja 1983. postao je izvanredni član HAZU, a od 24. srpnja 1991. redoviti je član HAZU-ova Razreda za medicinske znanosti.
Bavio se biomehanikom sustava za kretanje s naglaskom na funkcionalnu prilagodbu kostura.  
Dr Ruszkowski i dr Albert Starzyk mnogo su pridonijeli uvođenju u kliničku primjenu totalne endoproteze kuka u Hrvatskoj. 1970. su godine izveli su u Klinici za ortopediju bescementnu endoprotezu model Ring. Pri tome je i sam u suradnji s hrvatskim znanstvenicima radio na kliničkoj primjeni hrvatskog modela femoralne komponente endoproteze. Surađivao je s ortopedom Dubravkom Orlićem i s Osmanom Muftićem na konstrukciji originalne endoproteze zgloba kuka, o čemu su objavili priručnik Endoproteza zgloba kuka u izdanju zagrebačkog Medicinskog fakulteta 1985. godine. To je cementna monoblok endoproteza kuka ROM, nazvana prema inicijalima Ruszkowski - Orlić - Muftić, gdje je glava tvornički fiksirana na vratu endoproteze. Ovaj je model prvi i jedini koji je napravljen prema bazičnim biomehaničkim istraživanjima u Hrvatskoj 1985. godine. Implantat je u Švicarskoj na najvišoj razini radila od najboljih materijala tvrtka Sulzer. Model ROM poslije je zamijenio hrvatski model PROMOD.
Napisao je 1970. godine ortopedski udžbenik Ortopedija koji je do 1990. godine uz suradničke prinose doživio pet izdanja, 1970., 1979., 1986. 1981. objavio je knjižicu Normalan i poremećen hod čovjeka. 
Godine 1981. dobio je Državnu nagradu za znanstvenoistraživački rad, Nagradu «Ruđer Bošković».
U nakladničkom nizu HAZU Spomenica preminulim akademicima u sv. 91 iz 2000. godine prikazan je dr Ivo Ruszkowski. Izdanje je uredio Dragan Dekaris.